# 赤羽南
赤羽南（あかばねみなみ）は、東京都北区の町名。現行行政地名は赤羽南一丁目及び赤羽南二丁目。住居表示実施済み区域。

## 地理
東京都北区の北部に位置する。町域の北は赤羽、北東は志茂、南東は神谷、南は東十条、西は赤羽西に接し、南西部はわずかに中十条に接する。町域西側の赤羽駅に続く商店街と二丁目南部に工場が集中する他は主に住宅地として利用される。西辺をJRの鉄道路線が南北に走り、赤羽駅（赤羽一丁目）が町域に隣接して設置されている。

### 地価
住宅地の地価は、2025年（令和7年）1月1日の公示地価によれば、赤羽南1-15-3の地点で143万円/m2となっている。

## 歴史
赤羽村や稲付村が1871年（明治4年）11月に浦和県（現埼玉県）から東京府北豊島郡に編入された。1889年に岩淵町の一部となり、1932年に東京市王子区（現・東京都北区）の一部分となった。大正期に設置されていた岸飛行場の西端部にあたる。

### 地名の由来
赤羽駅の南側に位置することによる。

### 沿革
- 1971年（昭和46年）住居表示実施に伴う町名変更により稲付町一丁目から三丁目、岩淵町二丁目、赤羽町一丁目の各一部より成立[5]。

### 治安・風紀の維持
2012年、東京都は赤羽南一丁目を都迷惑防止条例に基づき、客引きやスカウトのみならず、それらを行うために待機する行為なども禁止する区域に指定した。
さらに2019年には同じ赤羽南一丁目を暴力団排除条例に基づき、暴力団排除特別強化地域に指定。地域内では暴力団と飲食店等との間で、みかじめ料のやりとりや便宜供与などが禁止され、違反者は支払った側であっても懲役1年以下または罰金50万円以下の罰則が科される。

## 世帯数と人口
2023年（令和5年）1月1日現在（東京都発表）の世帯数と人口は以下の通りである。
| 丁目         | 世帯数    | 人口    |
| ------------ | --------- | ------- |
| 赤羽南一丁目 | 2,030世帯 | 3,441人 |
| 赤羽南二丁目 | 1,018世帯 | 1,721人 |
| 計           | 3,048世帯 | 5,162人 |

### 人口の変遷
国勢調査による人口の推移。
| 年                 | 人口  |
| ------------------ | ----- |
| 1995年（平成7年）  | 3,582 |
| 2000年（平成12年） | 4,035 |
| 2005年（平成17年） | 4,244 |
| 2010年（平成22年） | 4,496 |
| 2015年（平成27年） | 4,799 |
| 2020年（令和2年）  | 4,775 |

### 世帯数の変遷
国勢調査による世帯数の推移。
| 年                 | 世帯数 |
| ------------------ | ------ |
| 1995年（平成7年）  | 1,689  |
| 2000年（平成12年） | 2,049  |
| 2005年（平成17年） | 2,197  |
| 2010年（平成22年） | 2,471  |
| 2015年（平成27年） | 2,563  |
| 2020年（令和2年）  | 2,661  |

## 学区
区立小・中学校に通う場合、学区は以下の通りとなる（2023年10月時点）。
| 丁目         | 番地                                                  | 小学校           | 中学校               |
| ------------ | ----------------------------------------------------- | ---------------- | -------------------- |
| 赤羽南一丁目 | 7番4〜7号 9番6〜13号                                  | 北区立赤羽小学校 | 北区立赤羽岩淵中学校 |
| 赤羽南一丁目 | 1〜6番 7番1〜3・8〜9号 8番 9番1〜5・14〜17号 10〜32番 | 北区立稲田小学校 | 北区立赤羽岩淵中学校 |
| 赤羽南二丁目 | 全域                                                  | 北区立稲田小学校 | 北区立赤羽岩淵中学校 |

## 事業所
2021年（令和3年）現在の経済センサス調査による事業所数と従業員数は以下の通りである。
| 丁目         | 事業所数  | 従業員数 |
| ------------ | --------- | -------- |
| 赤羽南一丁目 | 177事業所 | 2,553人  |
| 赤羽南二丁目 | 86事業所  | 2,209人  |
| 計           | 263事業所 | 4,762人  |

### 事業者数の変遷
経済センサスによる事業所数の推移。
| 年                 | 事業者数 |
| ------------------ | -------- |
| 2016年（平成28年） | 217      |
| 2021年（令和3年）  | 263      |

### 従業員数の変遷
経済センサスによる従業員数の推移。
| 年                 | 従業員数 |
| ------------------ | -------- |
| 2016年（平成28年） | 3,999    |
| 2021年（令和3年）  | 4,762    |

## 交通

### 鉄道
東日本旅客鉄道（JR東日本）埼京線、京浜東北線が通るが駅は設置されていない。最寄駅は赤羽駅になる。

### バス
- 国際興業バス
- 関東バス

### 道路
- 東京都道460号中十条赤羽線

## 施設
- 赤羽消防署
- 赤羽警察署志茂地域安全センター - 旧・赤羽警察署志茂交番。2007年4月1日に改編。
- 赤羽郵便局
- 赤羽会館
  - 北区役所赤羽地域振興室
  - 北区役所赤羽地域包括支援センター
  - 北区立図書館赤羽分室
- 赤羽南自治会会館
- 北区立稲田小学校
- 赤羽公園
- 赤羽中央総合病院
- 大日本印刷赤羽工場 - 神谷二丁目にまたがる。旧大日本梱包工場
  - DNP製本赤羽工場
  - DNP包装第一工場
  - DNP包装第二工場
  - DNPメディアクリエイト
  - DNPオフセット
  - DNPロジスティクス - 旧・大日本梱包運送。
- 三恵技研工業赤羽工場
- PALTAC東京支社 - 旧・カルビー本社社屋、旧・吉野家ホールディングス本社社屋。
- 東京電力岩渕変電所
- UR赤羽南一丁目団地
- 都営稲付二丁目アパート

## その他

### 日本郵便
- 郵便番号 : 115-0044[3]（集配局 : 赤羽郵便局[20]）。